# 劉彌之
劉彌之（？—466年），平原郡人。南朝宋人物，出身青州豪族平原劉氏，義嘉之亂時以宗族力量起兵支持宋明帝一方，但自己不久便遭薛索兒殺害。他也是南齊征虜將軍、淮南宣城二郡太守劉善明的伯父。

## 生平
泰始二年（466年），宋明帝和劉子勛先後自行稱帝並爭奪南朝宋帝位，時青州刺史沈文秀派刘弥之、張靈慶、崔僧琁分别率军入朝支持明帝，但又被徐州刺史薛安都说服支持劉子勛，又命令刘弥之等改为响应薛安都。劉彌之本身並不同意沈文秀的決定，但為了讓當時留在青州治所東陽城的族人們安全離開，遂向沈文秀假意歸誠效命，兵至下邳便起事支持宋明帝，並進攻時由薛安都女婿裴祖隆控制的下邳城；時彌之堂兄弟北海太守劉懷恭及同族的高陽勃海二邵太守劉乘民分別以北海郡及臨濟城起兵響應彌之，連同王玄默及王玄邈的勢力對抗沈文秀等軍。薛安都堂侄薛索兒知道劉彌之有異動，遂自睢陵馳援下邳，彌之部隊還未作戰就潰敗了，彌之遭薛索兒俘虜並殺害。宋明帝後追贈劉彌之輔國將軍、青州刺史。